# Boerenwacht
La Boerenwacht  en Flandre (Belgique) et son équivalent, la Garde rurale, en Wallonie sont des organisations de surveillance des terres agricoles en Belgique occupée durant la Seconde Guerre mondiale. Boerenwacht est composé des mots néerlandais de boer(en), le fermier(s) et de wacht, la garde, littéralement la garde des fermiers en français. À l’origine, elle rassemblait des volontaires en un groupe, sous l’autorité du bourgmestre, auxiliaires de la police pour la protection du bétail, du domaine et des propriétés agricoles.

## Histoire

### Premières tentatives locales contre le  velddiefstallen
Dès le début de l'Occupation allemande en 1940, un premier système de surveillance des denrées fut  mis en place à partir d’initiatives locales afin de pallier les vols de nourriture et de bétail dans les campagnes appelés en néerlandais « velddiefstallen »  (vols sur terrains). En effet, à la suite des nombreux rationnements et des réquisitions de l’occupant, les vols se multipliaient dans les campagnes belges. Ces vols étaient fréquents et étaient considérés comme un véritable fardeau pour les agriculteurs. Cette tentative peu structurée et locale fut loin d’être fructueuse. 

### Naissance à échelle nationale de la Boerenwacht
Après l’échec du premier système et à la suite des demandes insistantes des fermiers auprès de leurs bourgmestres pour une meilleure surveillance de leurs cultures, les autorités belges avec l’aide des Allemands établirent un système plus structuré.  La Nationale Landbouw en Voedings Corporatie est créée afin de redistribuer au mieux  les denrées mais aussi de s’occuper des problèmes de vols. C’est pourquoi, le nouveau secrétaire général de l’Agriculture et de l’Alimentation, Emile De Winter, et le secrétaire général de l’Intérieur et de la Santé, Gérard Romsée, signent la proposition de la C.N.A.A. en vue de surveiller les biens agricoles. La Boerenwacht et son homologue francophone la Garde rurale furent créés le 24 juin 1941. Le chef de la Boerenwacht était Godfried Dalle, il fut choisi par le SS-Gruppenführer Eggert Reeder alors administrateur de la Belgique occupée.

## Description et fonctionnement
Le devoir principal de la Boerenwacht est de garder le bétail ainsi que le domaine, toutes les propriétés foncières et ressources d’un fermier. Si un individu ou un groupe d’individus tente de voler ou de saccager un des biens du fermier, la garde peut arrêter ces derniers et doit les amener aux autorités de police de la municipalité, elle ne peut en aucun cas retenir des prisonniers. Elle fait donc office d’auxiliaire de police sans pour autant être des fonctionnaires de la police municipale. La Boerenwacht est mise sous l’autorité du bourgmestre de la municipalité et est avant tout un organisme qui recrute des volontaires. En 1941, 83 % des communes flamandes ont accepté la Boerenwacht sur leur territoire contre 68 % des communes wallonnes  avec la Garde rurale. Les villes et communes du territoire belge qui ont accepté la Boerenwacht sont divisées en districts. Un district a à sa tête un chef de district qui assure les liaisons entre  les communes et le secrétariat général à Bruxelles. 

### Être membre
Un membre de la Boerenwacht ne reçoit pas de rémunération, il acquiert un carnet estampillé par la municipalité et la Kommandantur allemande locale, ce carnet officialise son statut de membre de la Boerenwacht. Le port d’arme à feu et arme blanche est interdit par la commune et surtout par les autorités allemandes, l’usage de bâton est toléré en cas d’altercation avec un malfaiteur. Les membres doivent également signer un formulaire d’adhésion, sinon ils ne seront pas assurés en cas d’accident. Cependant, la Boerenwacht s'arme en raison de nombreux meurtres et de violences envers ses membres causés par des voleurs, mais aussi par la résistance. En effet, la nuit du 6 au 7 décembre 1941 lors d'une ronde, Pieter Cardinaels, bourgmestre de la commune d'Opglabbeek se fait tirer dessus, il meurt un peu plus tard, le 8 décembre 1941. La nuit du 26 juillet 1942, à Diefenbeek, un membre de la Boerenwacht est poignardé tandis que le 31 juillet à Genk, un voleur de pommes de terre lance une grenade sur les membres de la garde. En raison de ces nombreuses attaques, le leader général de la Boerenwacht demande à la Militärwerwaltung des armes de défense. Désormais chaque membre disposera d’une matraque ou d’une batte. Le 16 avril 1943, les autorités allemandes mettent à disposition des armes de chasse (1800 fusils remis aux municipalités).  L’utilisation de ces armes était stricte et extrêmement encadrée.

### Uniformes
Un membre de la Boerenwacht ne porte pas d’uniforme à part entière. En effet, il se doit de porter ses vêtements de civil en arborant au bras un bandeau vert  cousu sur lequel est écrit en noir Boerenwacht. Les officiers et chef de districts quant à eux portaient un képi à la manière des forces allemandes et arboraient sur la patte du col de leur uniforme vert foncé de l’armée belge, l’écusson de la Boerenwacht. Le symbole de la Boerenwacht, présent sur le képi et les pattes de col, était représenté par une épée sur deux épis d’orge croisés, l’épée symbolisant de la défense et les épis les cultures agricoles.

## Influence de la VNV
L'occupation progresse en Belgique, les représentants du gouvernement du Secrétariat général guident leur politique progressivement dans les structures régulières de l'État. Le mouvement nationaliste flamand VNV et ses bourgmestres ont déjà essayé de créer de nombreuses forces de sécurité locales spécifiques entre 1941 et 1942. Différents types de gardes ont alors vu le jour, notamment une garde pour les chemins de fer, pour les fabriques, ainsi que la fameuse Brigade Noire anciennement Brigade Grise. Il s'agissait pour la plupart d'initiatives locales, souvent sans succès durable, mis à part la Brigade Noire, la VNV finit par abandonner son projet. Cependant, la C.N.A.A. va apporter des plans concrets, la création d'une garde rurale le 24 juin 1941, la Boerenwacht. Dans un premier temps, les communes engageaient temporairement des agriculteurs volontaires pour surveiller les champs et les rendements. 
Avec l’avancée de la guerre, l'idéologie de la VNV est de plus en plus présente dans la Boerenwacht, le corps des officiers se constitue de collaborateurs radicaux, les statuts changent et elle devient une milice coopérative responsable de l'application de la loi. Elle est, lors de fêtes folklorique, chargée de garder la bonne entente entre le Nouvel Ordre et la population rurale. Godfried Dalle, leader des Boerenwacht, avait proposé dans l’optique de l’Ordre Nouveau, une surveillance des habitants des grandes villes, l'objectif étant de réprimer les troubles sociaux, sa proposition fut balayée de la table par Van Coppenole et Romsée,. 

## Fin de l’organisation
En 1943 est fondé au sein même de la Boerenwacht un commando spécial mobile, le "waakcommando" littéralement "commando de secours". À sa tête, Jan Meuwissen, le frère du président de la C.N.A.A., ce commando a un pouvoir de police large et lutte aussi contre les voleurs et fraudeurs à la campagne.
Le caractère explicite de plus en plus extrémiste de la Boerenwacht mène finalement à la perte de l'organisation. En effet, la coopération avec les forces de sécurité régulières devient difficile. Elle devient impopulaire dans les campagnes et ce particulièrement après que l'adhésion eut été rendue obligatoire, le 4 août 1941. En Flandre, l'organisation rencontrait plus ou moins de succès, mais en Belgique francophone, elle essuie un échec car elle était considérée comme une milice de collaboration. Fin 1943, l'organisation se morcelle aussi en Flandre.